# (19584) Sarahgerin
(19584) Sarahgerin est un astéroïde de la ceinture principale d'astéroïdes.

## Description
(19584) Sarahgerin est un astéroïde de la ceinture principale d'astéroïdes. Il fut découvert le 13 juillet 1999 à Socorro (Nouveau-Mexique) par le projet LINEAR. Il présente une orbite caractérisée par un demi-grand axe de 2,65 UA, une excentricité de 0,05 et une inclinaison de 1,5° par rapport à l'écliptique.

## Compléments